# Коскора
Коскора́ (каз. Қосқора) — село у складі Зайсанського району Східноказахстанської області Казахстану. Входить до складу Каратальського сільського округу.
Населення — 41 особа (2021; 73 у 2009, 106 у 1999, 226 у 1989).
Національний склад станом на 1989 рік:
- казахи — 100 %